# Bertalan Tóth
Dans le nom hongrois Tóth Bertalan, le nom de famille précède le prénom, mais cet article utilise l’ordre habituel en français Bertalan Tóth, où le prénom précède le nom.
Bertalan Tóth, né le 10 novembre 1975 à Pécs, est une personnalité politique hongroise, député à l'Assemblée hongroise, membre du groupe MSzP.
Depuis 2018, il est président du MSzP.